# Bourse d'études
Pour les articles homonymes, voir Bourse.
Une bourse d'études est une attribution d'argent à un étudiant en vue de lui permettre de poursuivre ses études et d'obtenir une meilleure éducation. Les bourses d'études sont généralement accordées sous conditions de ressources ou de mérite. Dans les pays en développement, les bourses d'études sont principalement accordées au mérite. La Convention sur l'élimination de toutes les formes de discrimination à l'égard des femmes garantit l'égalité des chances à la bourse d'études pour les filles comme le droit à l'éducation.

## Par pays

### En France

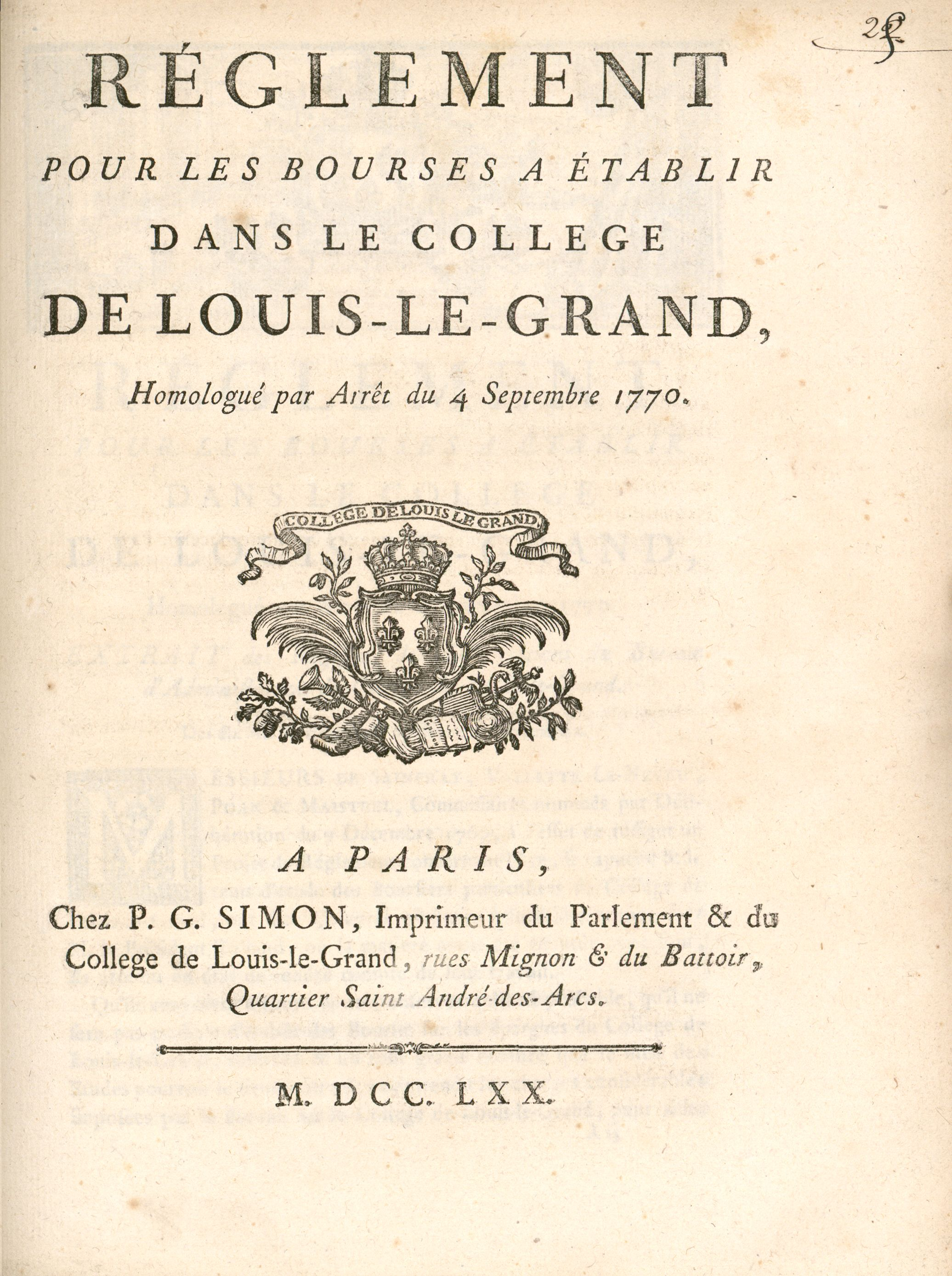
Collège Louis-le-Grand, Règlement pour les bourses a établir dans le college de Louis-le-Grand, homologué par arrêt du 4 septembre 1770, Bibliothèque de la Sorbonne, NuBIS, cote VCM 4= 11319. Pièce 25

#### Historique
Le versement de bourses d'études est une pratique ancienne remontant aux débuts de l'histoire de l'université. La plupart des étudiants n’avaient d’autres ressources que des bourses fondées à leur intention ; les boursiers, à partir du XIIIe siècle, vécurent en commun dans des maisons appelées collèges. L’une des plus anciennes de ces maisons, fondée par Robert de Sorbon à l’usage des étudiants de la Faculté de théologie, est connue sous le nom de Sorbonne. Sous la Troisième République, à l'occasion d'une réforme de l'enseignement supérieur, l’État crée le premier système de bourse.

#### Bourses du ministère de l'Éducation nationale
Actuellement, pour les étudiants en France, le CNOUS/CROUS gère les bourses du ministère de l'éducation nationale et du ministère de l'enseignement supérieur, ainsi que celles d'autres ministères assurant la tutelle d'établissements d'enseignement supérieur (Ministère chargé de la Culture, Ministère chargé de l'industrie, par exemple). Ces bourses sont accordées sur critères sociaux et peuvent atteindre jusqu'à 5 539 euros/an, revalorisée à 5 551 euros par an en 2016-2017. 
Le budget 2014 prévoit 1,9 milliard d'euros de bourses et environ 562 000 bénéficiaires. 

#### Bourse au mérite
En outre, les étudiants éligibles à ces bourses sur critères sociaux peuvent bénéficier d'une bourse au mérite d'un montant de 1 800 euros/an, s'ils sont parmi les meilleurs élèves/étudiants de leur classe. Cette bourse au mérite, supprimée dans le courant de l'été 2014, a été rétablie après un jugement du Conseil d'État.
Le budget pour les bourses au mérite, mobilité et aide d'urgence atteignait 112 millions d'euros. Selon une enquête réalisée en 2013, en 2012, environ 12 % des étudiants sont bénéficiaires d'un prêt étudiant pour un montant moyen de 9 800 euros.

#### Autres bourses
Il existe des aides nombreuses pour les étudiants en France, soit pour financer leurs études, soit pour partir à l’étranger. Parfois la région, le département ou la ville accordent des allocations, ainsi que les caisses d’allocations familiales et il existe aussi de nombreuses associations et fondations[Lesquelles ?] qui soutiennent financièrement les jeunes dans leur parcours universitaire.

### En Allemagne
Les bourses d’études en Allemagne (BAföG) sont attribuées selon les ressources de l’étudiant, de son/sa compagne et de ses parents.
La BAföG est composée de montants forfaitaires pour le logement, les assurances sociales, et l’éloignement du foyer familial. Le taux maximum (incluant les forfaits pour assurances maladie et dépendance) est de 670 euros par mois. Ce montant est composé pour la moitié d’une bourse, le reste étant attribué sous forme de prêt à taux zéro. Un complément peut aussi être attribué aux étudiants ayant un enfant à charge.
Le remboursement du prêt se fait une fois les études terminées et dans un délai de 20 ans avec un remboursement mensuel minimum de 105 euros par mois. Il existe également de nombreuses réductions si le bénéficiaire termine ses études en moins de 5 ans ou rembourse par anticipation plus de la moitié du prêt.
Pour l'année 2013, le budget consacré aux bourses BAföG est de 1,87 milliard d'euros et de 1 milliard € de prêts pour 585 000 bénéficiaires.[pas clair]

### Au Canada
La plupart des bourses d'études sont distribuées par les universités (1,5 milliard $). Des bourses d'études sont également offertes par les gouvernements provinciaux (350 millions $), le gouvernement fédéral et le secteur privé.

#### Bourses de1ercycle
- Bourses Loran : 30 bourses d'une valeur globale à la hauteur de 100 000 $, offertes aux étudiants qui font preuve de détermination, d'engagement et de leadership. Ces bourses comprennent une allocation annuelle, une dispense complète des droits de scolarité, l'accès à du financement par l'entremise d'un programme d'été et un service de mentorat. Elles peuvent être détenues à 25 universités participantes.
- Bourses du millénaire (1998 - 2008) : En instituant la Fondation canadienne des bourses du millénaire, le gouvernement fédéral a octroyé plus de 325 millions $ en bourses d'études. Cette fondation a pris fin en janvier 2010[10].
- Bourses Schulich : ouverte aux étudiants qui planifient s'inscrire en Sciences, Technologie, Ingénierie ou Mathématiques auprès d'au moins une des 20 universités participantes.
- Bourses d'études TD pour le leadership communautaire : 20 bourses, d'une valeur globale à la hauteur de 70 000 $, qui comprend une offre d'été rémunéré.
- Bourses provinciales et de finaliste Loran : 80 bourses d'une valeur de 2 000 $ ou 3 000 $, accordées aux candidats qui se distinguent soit au niveau régional, soit au niveau national.
- La Fondation Desjardins accorde plusieurs bourses d'études liées aux domaines d'emploi Desjardins aux étudiants québécois.

#### Bourses d'études supérieures
- Bourses Rhodes : les étudiants canadiens de 1er cycle peuvent obtenir une bourse Rhodes, ce que leur permet d'étudier à l'université d'Oxford gratuitement pendant une durée d'un, deux ou trois ans.
- Bourses de recherche Killam : 70 000 $ par année. La bourse vise à aider l’établissement pour lequel vous travaillez habituellement à couvrir les coûts associés à votre remplacement (tout en continuant de vous verser votre salaire et de payer vos avantages sociaux habituels) pour la durée de la bourse, soit deux ans.
- Bourses Vanier : 50 000 $ par année pour trois ans, offertes aux citoyens canadiens, aux résidents permanents du Canada et aux citoyens étrangers qui poursuivent leurs études de doctorat au sein d'une université canadienne admissible.
- Bourses Trudeau : 15 bourses d’études d'une valeur globale de 240 000 $ CAD, accordées à des candidats au doctorat.
- Ordre de la rose blanche : bourse de 30 000 $ remise à une étudiante canadienne en génie.
- Bourse perspectives Québec : elle est offerte aux étudiants qui complètent une session à temps plein et qui satisfont aux critères d'admissibilité du programme de bourses, 2 500 $ CAD à l’ordre universitaire par trimestre réussi pour un total maximal de 15 000 $ pour un programme de trois ans et de 20 000 $ CAD pour un programme de quatre ans[11].

#### Bourse sportive
La bourse sportive ou bourse de sport est une aide financière destinée à un étudiant universitaire sélectionné par une équipe inter-universitaire.
La bourse sportive est populaire en Amérique du Nord. Les associations sportives inter-universitaires ont leurs propres règles concernant les sommes d'argent allouées pour ces bourses sportives.

### Au Danemark
En Europe, l'un des systèmes de bourse les plus généreux est celui du Danemark, qui y consacre chaque année environ 11 milliards de couronnes (1,4 milliard d'euros), soit 0,8 % de son PNB. Il y a deux programmes de bourse principaux :
1. pour les jeunes de plus de 18 ans scolarisés (secondaire supérieur, général ou spécialisé ; enseignement spécialisé) : bourse sans limite de temps ni de nombre de cours. Jusqu'à 20 ans, l'allocation se décompose en un minimum fixe, perçu par tous, et une partie variable en fonction du revenu des parents ;
2. pour les étudiants de l'enseignement supérieur : chaque étudiant a droit, sans condition de ressources, à un nombre de mensualités correspondant à la durée d'étude prévue augmentée de 12 mois, avec un maximum de 70 mensualités (soit 6 années d'études[12]).

Dans les deux programmes, les bénéficiaires qui vivent chez leurs parents ont droit à une allocation moindre que ceux qui occupent un logement indépendant (les jeunes scolarisés entre 18 et 20 ans sont supposés vivre chez leurs parents). Les montants maximaux se situent en 2013 à :
- 2 860 couronnes (environ 380 euros) pour ceux qui vivent chez leurs parents ;
- 5 743 couronnes (environ 770 euros) pour ceux qui vivent hors de chez leurs parents[14].

## Bourses internationales
Le Programme L’Oréal-UNESCO Pour les femmes et la science est un partenariat créé en 1998 entre la Fondation de la société L'Oréal et l'UNESCO. Il a pour objectif de promouvoir la place des femmes dans les sciences et s'inscrit aussi dans le cadre d'une campagne marketing de la société L'Oréal. Des bourses internationales et nationales sont attribuées à de jeunes chercheuses.